# Alen Aligrudic
Alen Aligrudić (født i 1977 i Tuzla, tidligere i Jugoslavien nu Bosnien) er billedkunstner.
Han bor og arbejder i København, hvor han er uddannet på Det Kongelige Danske Kunstakademi, afdeling for Teori og Formidling  efter at have færdiggjort en grad på Det Fynske Kunstakademi (DK) og FAMU Academy of Performing Arts, Department of Still Photography, i Prag (CZ).
Han arbejder primært med fotografi og installation.

## Kunst og praksis
Aligrudić arbejder kunstnerisk med geopolitiske emner. Med sine fotografier indfanger han samfundsmæssige transformationer, der både kan være synlige i de urbane landskaber såvel som i kulturelle udtryk. Han tager oftest udgangspunkt i den kulturelle og historiske kontekst, der kendetegner det tidligere Jugoslavien, og de regimeskift, der medfører mentale forandringer og etiske skred.
Hans primære medie er fotografi, men han anvender også tidsbaserede medier og readymades. Desuden bruger han gerne tekster og sproglige fragmenter som udgangspunkt for sine værker eller som hints til læsningen af dem.
Hans praksis er forankret i en undersøgelse af, hvordan et samfund definerer sig ud fra forholdet mellem det normative og "det andet", og hans værker virker ofte gennem en sammenstilling af det fremmede og det genkendelige, blandt andet med reference til Boris Groys.
Aligrudić har modtaget Statens Kunstfonds arbejdslegat, og hans værker er en del af Statens Kunstfonds samling. Han har udstillet rundt om i Europa – bl.a. på Galleri Format i Malmø, Center for Contemporary Culture KRAK i Bihać, Bosnien-Hercegovina, og på Athens Photo Festival Benaki Museum. I Danmark kan nævnes udstillinger på Museet for Fotokunst Brandts, Fyns Kunstmuseum, Museet for Samtidskunst Roskilde og Fotografisk Center.
Aligrudićs Greetings from Yugoslavia indgik i Statens Museum for Kunsts udstilling Forbindelser - danske kunstnere fra det tidligere Jugoslavien i 2022 og 2023. Værket var en installation med postkort til fri distribution. Postkortene viste fotografier fra områder i det tidligere Jugoslavien, billeder af blandt andet landskaber og forladte militære anlæg.